# Department of Special Investigation
Das Department of Special Investigation (kurz DSI, Thai: กรมสอบสวนคดีพิเศษ) ist eine thailändische Strafverfolgungsbehörde. Sie ist dem Justizministerium unterstellt.

## Struktur
Das DSI wird von einem Generaldirektor und drei Stellvertretern geleitet. Derzeit (Stand April 2012) ist Tarit Pengdith Generaldirektor und die Stellvertreter sind Naras Savestanan, Yannaphon Youngyuen und Sansern Palawatvichai.
Das DSI besteht aus folgenden Teilen:
- Development of Management
- System Group
- Human Resource Group
- Strategy Planning Group
- Internal Audit Group
- Dissenting Cases Group
- Legal Counsel Group

Büros:
- Office of the Secretary
- Office of Development and Logistics
- Office of Technology and Information
- Office of Special Crimes
- Office of Taxation Crimes
- Office of Financial and Banking Crimes
- Office of Foreign Affairs and Transnational Crimes
- Office of Intellectual Property Rights Crimes
- Office of Consumer Protection and Environmental Crimes
- Office of Technology and Cyber Crimes

## Geschichte
Das DSI wurde 1997, im Zuge einer umfangreichen Reform des Justizsystems, nötig. Endgültig installiert wurde es aber erst im Oktober 2002, als ein Gesetz zur Neustrukturierung der Regierungsbehörden das Parlament passierte.
Im Januar 2004 wurde das DSI ermächtigt, als führende Behörde bei Wirtschaftskriminalität und speziellen Verbrechen zu agieren.
Im Zuge landesweiter Proteste umzingelten laut dem Direktor der Behörde am 27. November 2013 mehr als 1000 Demonstranten den Gebäudekomplex, in dem sich die Büros des DSI zusammen mit dem Ministerien für Land, Einwanderung und Steuern befanden. Daraufhin forderten sie die Mitarbeiter zum Verlassen des Gebäudes auf. Daraufhin wurde die Behörde evakuiert.

## Fälle
Das DSI war für die Untersuchungen zu den Unruhen in Bangkok 2010 zuständig. Es leitete am 29. Juli die Anklagen gegen Ex-Regierungschef Thaksin Shinawatra und 24 andere Oppositionsführer wegen Verstößen gegen die Antiterrorgesetze an die Staatsanwaltschaft weiter. Im November 2010 gab das DSI bekannt, dass 12 von 18 bislang untersuchten Todesfällen auf das Konto militanter Rothemden oder von deren Sympathisanten gingen. Bei den restlichen sechs Toten ist der Täter unbekannt. Die Nachrichtenagentur Reuters veröffentlichte im Dezember interne Papiere des DSI, nach denen am 19. Mai, dem Tag der Räumung des Gebiets, an der Ratchaprasong-Kreuzung von der Bangkoker Hochbahn aus in den gegenüberliegenden Tempel Pathum Wanaram auf Zivilisten geschossen wurde. Zum Neujahrsfest, Mitte April 2011, leitete das DSI Verfahren gegen zehn Redner der Gedenkdemonstrationen zum Jahrestag wegen Beleidigung des Königs und der Monarchie ein.
Am 18. April 2011 lud das DSI 18 Anführer der UDD vor, um Vorwürfen der Majestätsbeleidigung, die in Thailand mit mehrjährigen Haftstrafen hart bestraft wird, nachzugehen. Unter den Betroffenen waren Weng Tojirakarn, Nattawut Saikua, Korkaew Pikulthong, Thida Thavornseth, Yoswaris Chuklom, Veera Musikapong und Jatuporn Prompan. Später wurde mit Payap Panket noch ein 19ter zu der Liste hinzugefügt.
Am 13. Dezember 2012 reichte das DSI Anklage wegen Mordes gegen den damaligen Regierungschef Abhisit Vejjajiva und seinen Stellvertreter Suthep Thaugsuban ein. Die Anklage beruhte laut der Behörde auf Zeugenaussagen und einem Urteil und betrifft den Fall eines von Soldaten erschossenen Taxifahrers. Zuvor verhörten die Ermittler Abhisit vier Stunden lang. Beide Angeklagten bekannten sich nicht schuldig.
Seit Jahren ermittelt das DSI im mutmaßlichen Mordfall des sich für die Rechte der ethnischen Karen-Minderheit einsetzenden Menschenrechtsaktivisten Porlajee „Billy“ Rakchongcharoen. Dieser wurde zuletzt am 17. April 2014 an einem Kontrollposten im Amphoe-Kaeng-Krachan-Nationalpark lebend gesehen. Gegen den ehemaligen Chef des Nationalparks, Chaiwat Limlikhitakson, wurde am 23. Dezember 2019 Anklage erhoben. Im Januar 2022 legte das DSI dem Büro des thailändischen Generalstaatsanwalts zusätzliche Beweise im Zusammenhang mit dem Verschwinden von Porlajee Rakchongcharoen vor.

## Generaldirektoren
- Paisit Wongmuang (2017-)[17]
- Tarit Pengdith (2009[18]-2017) Im März 2020 hob das thailändische Berufungsgericht den Freispruch des ehemaligen Generaldirektors durch das Strafgericht auf und verurteilte ihn wegen Machtmissbrauchs zu einer zweijährigen Haftstrafe.[19]

## Sonstiges
Im November 2021 kündigten die thailändische Wertpapier- und Börsenaufsichtsbehörde (Securities and Exchange Commission, SEC) und die DSI ihre zukünftige Kooperation an, um die Effizienz der Aufsichtsbehörden bei der Untersuchung von Fehlverhalten auf dem Finanzmarkt zu erhöhen.

## Trivia
In Thailand gibt es ein ebenfalls die Abkürzung DSI verwendendes Unternehmen. Das im Jahre 2002 aus einem deutschen Franchising heraus entstandene Unternehmen arbeitet als Dienstleister im Bereich der Pulslaser-Schweißtechnik. Die Namensgleichheit mit der thailändischen Strafverfolgungsbehörde DSI führt leicht zu Verwechslungen beziehungsweise zu falschen Annahmen. Über diese Verwechslungsgefahr schrieb der sich im Jahre 2014 im Rahmen eines beruflichen Einsatzes beim DSI Laser Service (Thailand) Co. Ltd. in Chon Buri aufhaltende Servicetechniker Stephan Thiemonds die im Stil des magischen Realismus‘ erzählte Kurzgeschichte Die Rückkehr der Jedi-Ritter. Darin verwischt er die Grenze zwischen Realität (seiner Arbeitsaufgabe beim DSI Laserservice) und seiner Phantasie (die Verwicklung in einen von der thailändischen Strafverfolgungsbehörde DSI untersuchten Industriespionagefall). Die Geschichte erschien in dem von der DSV-Media im Jahre 2020 publizierten Buch Schweißen verbindet.